# سالوی مویا
سالوی مویا (انگلیسی: Salvi Moya؛ زادهٔ ۲۰ اکتبر ۱۹۹۶) بازیکن فوتبال اهل اسپانیا است.
از باشگاه‌هایی که در آن بازی کرده‌است می‌توان به باشگاه فوتبال رکریتیوو اوئلوا اشاره کرد.